# 一条由吏
一条 由吏（いちじょう ゆり、1967年12月23日 - ）は、日本のライトノベル作家。三重県松阪市出身。松阪大学卒業。

## 概要
初めてタイトルに寝取られ物であることを全面に出してエロ誌以外の一般商業出版した人物。ジャンルの確立に貢献。
主な活動場所は『小説家になろう』であり、同一世界観の中で書いているため、ファンタジー要素があるが、経済小説からボーイズラブ、ミステリーなどの多種多様なジャンルで執筆している。
ネットでは蜘條ユリイ名義での恋愛小説の執筆も行っている。

## 経歴
市立殿町中学校、私立三重高校を経て、開学から間もない当時の松阪大学へ進学し、漫画好きが講じて漫画研究会に所属したのち、現在は名古屋市に暮らし会社勤めの生活を送っている。
小説投稿サイト「小説家になろう」に作品を発表し始め、現在。週に4000 - 5000文字のペースで連載している。
2015年に「第3回なろうコン」（別名: エリュシオンノベルコンテスト、現在: ネット小説大賞）で、アルバイトの社員登用や能力に応じた配置、女性の働きやすい職場づくりなどの経営者手腕を描いた自身の作品『ネトラレ男のすべらない商売』を一条ゆり名義で応募し、6284作品の中から入賞作品の一つに選ばれ、ぽにきゃんBOOKSより書籍化された。2016年3月にはTeaがイラストを務める形での同書の書籍化と自身の作家デビューが行われたことに伴い、自腹で読者にプレゼントを送るキャンペーンを行い、ネットニュースにもなった。